# Herman (biskup chełmiński)
Herman (zm. 13 czerwca 1311) – biskup chełmiński, zakonu krzyżackiego (OT).

## Życiorys
Forma nazwiska „Herman z Tryzny” nie znajduje potwierdzenia w literaturze naukowej. Zapewne członek konwentu krzyżackiego w Pradze, najpóźniej od 1294 spowiednik króla czeskiego (a potem polskiego) Wacława II, wywierał znaczny wpływ na wydarzenia polityczne. Niektórzy badacze przypuszczają, że dzięki protekcji monarchy w latach 1302–1303 został biskupem diecezji pomezańskiej. Jako biskup diecezji chełmińskiej wzmiankowany już 16 maja 1303. 1306 pośredniczył w zawarciu rozejmu na Kujawach między zwolennikami Władysława Łokietka i Wacława III. Wystawił przywilej lokacyjny miasta Lubawy, rozpoczął budowę zamku w Wąbrzeźnie. W 1309 poświęcił kamień węgielny pod budowę kościoła św. Jakuba w Toruniu. W 1310 wziął udział w konsekracji koadiutora gnieźnieńskiego bpa Dominika, przy okazji podkreślając niezależność od metropolii gnieźnieńskiej na rzecz Rygi. W Kurii Rzymskiej bronił Krzyżaków przed zarzutami o dokonanie rzezi w Gdańsku.
Po jego śmierci 13 czerwca 1311 nastąpiła dziewięcioletnia sediswakancja (1311–1319). Chociaż po śmierci biskupa następca został wybrany kanonik chełmiński Eberhard (OT), jednak nie został on uznany przez arcybiskupa ryskiego Fryderyka. Wspomniany kanonik udał się do Awinionu, aby papież osobiście rozstrzygnął spór. Sprawa się przeciągnęła ze względu na śmierć papieża Klemensa V, a zanim jego następca Jan XXII sprawę zdołał rozstrzygnąć w 1316, kanonik Eberhard umarł. Dopiero w 1319 został prowidowany z nominacji papieskiej Mikołaj Afri